# نايل هوران
نايل جيمس هوران (بالإنجليزية: Niall James Horan)‏ المعروف بـنايل هوران (بالإنجليزية: Niall Horan)‏ (مواليد 13 سبتمبر 1993 –) هو مغني، وكاتب أغاني أيرلندي، وعضو في الفرقة الإنجليزية-الأيرلندية العالمية ون دايركشن. بدأ عمل منفرد واختار منهج الأغاني السول الأمريكي، ونجح في كسب الجمهور أثر نجاح أغنية هذه البلدة، وأغنية أياد بطيئة؛ التي أحتلت مراتب متقدمة في ترتيب أغاني بيلبورد هوت 100 الأمريكي، فجاءت في المرتبة 11. في سبتمبر 2017 استمر نايل في إطلاق أغانيه في إطار ألبومه وميض، وهذة المرة كان الدور مع أغنية أطلب الكثير، فقد استطاعت هذة الأغنية في الأسبوع الثاني فقط من إطلاقها الدخول لعدد من التصنيفات العالمية لتحتل المركز 24 في تصنيف المملكة المتحدة للأغاني المنفردة، والمركز 66 في بيلبورد هوت 100. في 20 أكتوبر 2017 أطلق نايل ألبومه الأول وميض. في 16 فبراير 2018 أصدر نايل أغنيته حرة طليقة كرابع أغنية في الألبوم. في 1 يونيو 2018 أصدر نايل أغنيته الرؤية كالأعمي مع مارين موريس كخامس أغنية في الألبوم أصدر ألبومه المنفرد الثاني" Heartbreak Weather " بتاريخ 13 مارس 2020 و ضم 14 أغنية و منهم 4 اغاني منفردة.

## الألبومات
- 2020 - طقس قلب مكسور
- 2017 - وميض
- 2015 - صنع في الصباح
- 2014 - أربعة
- 2013 - ذكريات منتصف الليل
- 2012 - خذنى إلى المنزل
- 2011 - مستيقظين طوال الليل

## وصلات خارجية
نايل هوران على موقع IMDb (الإنجليزية)
- نايل هوران على موقع الموسوعة البريطانية (الإنجليزية)
- نايل هوران على موقع ميوزك برينز (الإنجليزية)
- نايل هوران على موقع إن إن دي بي (الإنجليزية)
- نايل هوران على موقع أول ميوزيك (الإنجليزية)
- نايل هوران على موقع ديسكوغز (الإنجليزية)
- نايل هوران على موقع قاعدة بيانات الفيلم (الإنجليزية)